# Oswego (New York)
Oswego je grad u američkoj saveznoj državi New York. Prema popisu stanovništva iz 2010. u njemu je živjelo 18.142 stanovnika.